# Aaron Maté

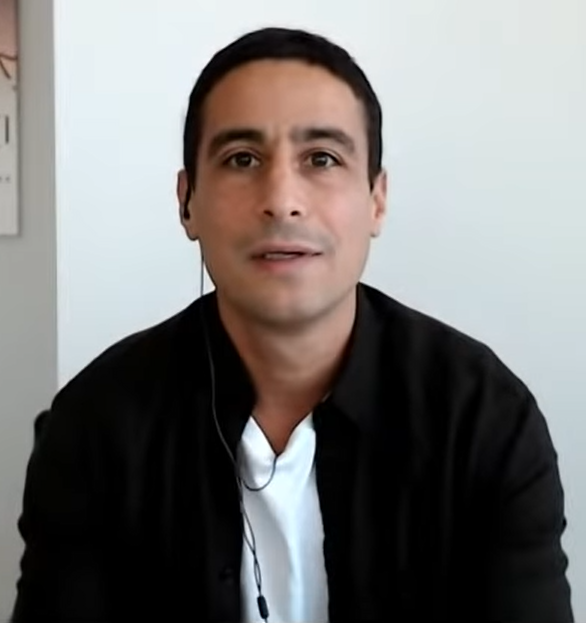
Aaron Maté (2021)

Aaron Maté (* 13. März 1979 in Vancouver) ist ein kanadischer Journalist.

## Leben und Tätigkeit
Maté ist ein Sohn des Arztes, Buchautors und Vortragenden Gabor Maté und seiner Ehefrau Rae. Durch seinen Vater, einen Holocaustüberlebenden, der nach 1945 nach Kanada auswanderte, ist er ungarisch-jüdischer Abstammung.
Nach dem Schulbesuch studierte Maté an der Concordia University in Montreal. Trotz seiner jüdischen Abstammung betätigte Maté sich während seiner Studienzeit führend in einer pro-palästinensischen Studentenorganisation. Die Rechte und die Lebensverhältnisse der Palästinenser in Gaza und im Westjordanland wurden zu dieser Zeit zu einem der zentralen politischen Interessengebieten seines Lebens und ein Thema, für das er sich später immer wieder politisch eingesetzt hat. Der Menschenrechtsanwalt Dan Kovalik hat Maté aufgrund seines späteren publizistischen Engagements als Journalist für die Interessen der Palästinenser neben dem Historiker Ilan Pappe, dem Linguisten Noam Chomsky und seinem Vater Gabor Maté als ein herausragendes Beispiel für jüdische Personen gelobt, die sich dafür starkmachen würden, dass das schwere Schicksal des palästinensischen Volkes im Bewusstsein der Welt wach bleibe.
Von 2003 bis 2005 arbeitete Maté als Forschungsassistent für Naomi Klein. Anschließend arbeitete er als Journalist für Democracy Now, The Nation, The Real News Network, Vice und Al Jazeera.
Einer breiteren Öffentlichkeit wurde Maté während der Jahre nach 2016 durch seine Berichte zu den Vorwürfen gegen den zu dieser Zeit amtierenden US-Präsidenten Donald Trump zu angeblichen Absprachen Trumps mit Russland im Rahmen der Präsidentschaftswahl 2016, die vor allem in der Wochenzeitschrift The Nation veröffentlicht wurden. Schon im Mai 2018 warnte er explizit, dass es eine Illusion sei, zu hoffen, Trump auf Basis dieser Anschuldigungen zur Strecke bringen zu können.
Für seine Berichte und Analysen über die Vorwürfe gegen Trump und über die Ermittlungen zu diesen Vorwürfen wurde Maté im April 2019 vom Park Center for Independent Media des Ithaca College mit dem Izzy Award, benannt nach dem Journalisten I. F. Stone, ausgezeichnet. In seiner Dankesrede sprach er darüber, wie wichtig es sei, sich im Journalismus auf Fakten zu verlassen. Er erklärte, er glaube, dass die Mainstream-Medien ein falsches Narrativ verbreitet hätten, wonach Trump während des Wahlkampfes 2016 mit der russischen Regierung zusammengearbeitet habe, und dass der Abschlussbericht von Sonderermittler Robert Mueller zeige, dass die Trump-Russland-Verschwörung, die vom politischen Establishment der US-Medien verbreitet werde, weitgehend erfunden sei.
Matés Leistungen im Zusammenhang mit der Aufdeckung der ab 2016 verbreiteten Legenden über ein angebliches Zusammenagieren von Trump mit Russland fanden auch sonst, zumal nachdem sie durch Muellers Bericht bestätigt wurden, in journalistischen Kreisen große Anerkennung. Der Investigativreporter Matt Taibbi schrieb hierzu beispielsweise:
„In den vergangenen Jahren hat er [Maté] wahrscheinlich mehr als irgendein anderer Reporter dazu beigetragen, diverse Russiagate-Mythen zu widerlegen. Die stärksten Waffen, derer er sich dabei bedient, waren die Grundlagen des journalistischen Handwerks – nämlich die Lektüre öffentlich zugänglicher Dokumente und die Aufforderung von verantwortlichen Personen Stellung zu kritischen Fragen zu nehmen.
Richard Sakwa hat Maté derweil in seiner Studie über die Verschwörungstheorien um die Einmischung Russlands in die Präsidentschaftswahlen von 2016 als einen „hervorragenden Widerleger“ (leading debunker) dieser Theorien gelobt.
Seine Forschungsergebnisse zu diesem Themenkomplex hat Maté in einer 2023 erschienenen Monographie mit dem Titel Cold War, Hot War zusammengefasst. Noam Chomsky lobte das Werk als eine „hochaufschlussreiche Untersuchung der politischen Malaise, in der wir gegenwärtig stecken“ („A highly instructive inquiry into our current malaise“).
Seit 2019 arbeitet Maté überwiegend für die linksextreme Nachrichtenplattform The Grayzone.
Im September 2020 sagte Maté als Sachverständiger während eines von China geleiteten informellen Treffens des Sicherheitsrates der Vereinten Nationen nach der Arria-Formel über den angeblichen Einsatz von Giftgas in Douma in Syrien im Jahr 2018 aus. Eingeladen wurde er von der russischen Delegation bei den Vereinen Nationen. Zentrale Thesen seiner Aussage waren, dass die politische Führung der OPCW wichtige Informationen, die ihre Inspektoren über den Vorfall ermittelt hätten, auf Druck der Vereinigten Staaten vertuscht habe, weil das Öffentlichwerden derselben die Begründung, mit der die USA ihre Luftschläge gegen Syrien im April 2018 gerechtfertigt hatten, untergraben würde, sowie dass die USA, Großbritannien und Frankreich eine Aussage des ehemaligen OPCW-Generaldirektors José Bustani vor dem UN-Sicherheitsrat verhindert hätten, in der dieser die Feststellungen von mehreren Inspektoren der OPCW vortragen hätte wollen, deren Untersuchungsergebnisse des Ereignisses der öffentlichen Positionierung der Organisation zu dem Thema widersprochen hätten, weshalb die Organisation sie unter Verschluss gehalten hätte. Maté warf den während seiner Aussage anwesenden Vertretern der Vereinigten Staaten und Großbritanniens dann unter Berufung auf die angebliche Verhinderung von Bustanis Auftritt Behinderung der Wahrheitsfindung vor. Zustimmend zu Matés Aussage bei der UN äußerte sich anschließend Noam Chomsky. Dieser erklärte, dass es „starken Argwohn“ erregen würde (arouses very severe suspicions), dass die US-Regierung die von einigen der mit der Untersuchung der Ereignisse in Douma betrauten Inspektoren gesammelten Beweise unterdrücken wolle und dass es „schockierend“ sei, dass die OPCW sich diesen Bestrebungen der US-Regierung beugen würde. Dass eine Erörterung der Ergebnisse der Inspektoren von der Führung der OPCW verhindert werde, legte nach Chomskys Ansicht nahe, dass die Organisation kein Vertrauen in die von ihr öffentlich bekundeten Schlussfolgerungen über das Ereignis habe (meaning they have no confidence in their own conclusions). Demgegenüber stellten Kritiker, wie das Institute for Strategic Dialogue und Muhammad Idrees Ahmad vom New Line Magazine, sich nach Matés Aussage auf den Standpunkt, dass er die Politik der syrischen Regierung in dieser beschönigend dargestellt habe. Weiter warfen sie ihm vor, dass er sich zur Aussage vor dem Sicherheitsrat bereit gefunden habe, obwohl er hierzu von der russischen Delegation bei den Vereinten Nationen eingeladen worden war und dass der russische Vertreter bei den Vereinten Nationen, Dmitri Poljanski, ihm anschließend persönlich gedankt hatte. Ahmad vermutete, dass Maté zu seiner Aussage eingeladen wurde, da russische Propagandaorgane ihn, wie von der Commission for International Justice and Accountability abgefangene interne Emails derselben zeigen würden, als „einen nützlichen Kanal für die Platzierung von Leaks“ (a useful channel for the placement of leaks) ansehen würden.
Seit 2020 moderiert Maté das Informationsprogramm Pushback with Aaaron Maté, und seit 2022 vertritt er außerdem den Journalisten Matt Taibbi als ständiger Komoderator des wöchentlichen politisch-humoristischen Podcast Useful Idiots, den er seither zusammen mit der Komikerin Katie Halper moderiert.
Nach dem Anschlag von Buffalo im Mai 2022 versuchte Maté eine Verbindung zwischen dem Täter und dem Asow-Bataillon herzustellen. Tatsächlich wird in dem 180-seitigen Manifest, das der 18-jährige Attentäter Payton S. Gendron vor seinem Anschlag verfasst hatte, Asow nicht erwähnt und es gibt keine Beweise für Verbindungen des Attentäters zu Asow.
Im Oktober 2022 wurden Maté und der Gründer von The Grayzone, Max Blumenthal, eingeladen, am Web Summit in Lissabon als Redner aufzutreten. Die Einladung wurde später vom Veranstalter zurückgezogen. Hintergrund dieses Schrittes war die Haltung ihrer Nachrichtenplattform zu dem seit Februar 2022 andauernden Krieg in der Ukraine. Kritiker warfen ihnen vor, in diesem Konflikt eine anti-ukrainische und prorussische Position eingenommen zu haben. So wurde Maté beispielsweise die Einschätzung angekreidet, dass der Regierungswechsel in der Ukraine im Jahr 2014 das Ergebnis eines „faschistischen Coups“ dargestellt habe. Direkter Anlass für die Ausladung der beiden Journalisten war die Forderung der Ehefrau des ukrainischen Regierungschefs, Olena Selenska, die als Hauptrednerin an der Konferenz teilnahm, an die Organisatoren, dies zu tun („The pair had been cancelled from the event at the insistence of the first lady of Ukraine Olena Zelenska“). Blumenthal wies die Vorwürfe gegen seine Website im Zusammenhang mit der Ukrainefrage zurück und sah die Zurückziehung der Einladung von ihm und Maté als Teil einer Kampagne, in der Stimmen, die sich im Ukraine-Krieg „für Verhandlungen und für die Ablehnung eines Stellvertreterkriegs“ aussprechen würden „gnadenlos zum Schweigen gebracht“ werden würden („calls for negotiation and [for] dissent against a proxy way […] are ruthlessly silenced“).
Größeres mediales Aufsehen erregte ein Zwischenfall im November 2023, in den Maté verwickelt war: Während einer Zugfahrt von Dover nach Washington D.C., bei der Maté zufällig im selben Wagen wie Chris Coons, einer der beiden Vertreter des Bundesstaates Delaware im amerikanischen Senat, saß, konfrontierte er Coons. Er verlangte von diesem wiederholt ein Statement zu der damals erörterten Frage, ob die Vereinigten Staaten einen Aufruf an die israelische Regierung richten sollten, ihr als Reaktion auf die Angriffe von Angehörigen der Hamas auf israelische Siedlungen nahe der Grenze zum Gaza-Streifen am 7. Oktober 2023 begonnenes militärisches Vorgehen im Gaza-Streifen einzustellen, indem sie einen Waffenstillstand mit der Hamas eingehen würde. Maté sprach Coons auf seine zuvor öffentlich bekundete Ablehnung, sich für einen Waffenstillstand auszusprechen, an und hielt ihm wiederholt die große Zahl unbeteiligter Zivilisten, die zu diesem Zeitpunkt bereits durch den Einsatz des israelischen Militärs getötet worden waren, entgegen. Coons lehnte es indessen mehrfach ab, Fragen zu beantworten. Als Maté dennoch fortfuhr eine Stellungnahme zu verlangen, beschwerte Coons sich bei der Zugaufsicht, die Maté während des nächsten Halts des Zuges verwies. Ein von Maté selbst aufgenommenes Video des Zwischenfalls, das er kurz darauf ins Internet stellte, wurde binnen weniger Tage mehrere Millionen Mal abgerufen und von mehreren Fernsehsendern abgespielt. Anschließend berichteten verschiedene Zeitungen, Webseiten und Fernsehsender über den Vorfall. Coons stellte sich auf den Standpunkt, dass der Zug kein angemessener Ort gewesen sei um ihn zu interviewen. Maté bekundete demgegenüber, dass er es für gerechtfertigt gehalten habe und weiterhin für gerechtfertigt halte, Coons als einen der wichtigsten politischen Entscheidungsträger im Land in der von ihm gewählten Art zu konfrontieren, da es sich um eine Frage von größter, weil das Überleben von hunderttausenden Menschen direkt betreffenden Bedeutung gehandelt habe. In den Kommentierungen des Vorfalls in den Medien wurde Matés Vorgehen teils als Belästigung Coons‘ bzw. als Missachtung seines Anspruchs auf Privatsphäre kritisiert, während andere Stimmen sich auf den Standpunkt stellten, dass bei Themen von derartiger Bedeutung (Leben und Tod einer großen Zahl von Menschen) das Erkenntnisinteresse der Öffentlichkeit schwerer wiegen würde als der Anspruch auf Privatsphäre von Politikern, und dass es daher unangemessen gewesen sei, dass Coons als gewählter Volksvertreter eine Beantwortung der ihm gestellten Frage abgelehnt habe.

## Schriften
- Cold War, Hot War: How Russiagate Created Chaos from Washington to Ukraine, 2023.